# Pożyżma
Pożyżma (biał. Пажыжма; ros. Пожижма) – wieś na Białorusi, w obwodzie grodzieńskim, w rejonie werenowskim, w sielsowiecie Pirogańce, nad Żyżmą.
W XIX w. wieś, majątek ziemski i okolica szlachecka. W dwudziestoleciu międzywojennym okolica i kolonia leżące w Polsce, w województwie nowogródzkim, w powiecie lidzkim, do 11 kwietnia 1929 w gminie Żyrmuny, następnie w gminie Werenów. Po II wojnie światowej w granicach Związku Sowieckiego. Od 1991 w niepodległej Białorusi.